# Сильвестр де Саси, Антуан Исаак
Антуа́н Исаа́к, барон Сильвестр де Саси́ (фр. Antoine Isaac, Baron Silvestre de Sacy [sasi]; 21 сентября 1758, Париж — 21 февраля 1838, там же) — французский лингвист и ориенталист.

## Биография
Родился в семье нотариуса — крещёного еврея Авраама Сильвестра, янсениста. Добавка «де Саси», по моде на расширение фамилий, распространённой в среде парижской буржуазии, была добавлена в честь теолога Л. И. Леметра де Саси. Отец умер, когда ему было 7 лет, и в дальнейшем его воспитывала мать. В 1781 назначен советником монетного двора, а в 1791 — генеральным комиссаром монетного двора. Занялся изучением семитских и иранских языков; параллельно с основной работой изучал иранские надписи пехлевийского периода Сасанидской династии. В 1792 году ушёл в отставку и поселился в уединении в своём имении около Парижа. В 1795 году стал профессором арабского языка в только что основанной Особой школе живых восточных языков (École speciale des langues orientales vivantes).
Саси был полиглотом — среди языков, которыми он владел, были иврит, сирийский, самаритянский, халдейский, арабский, средне- и новоперсидский, османский, английский, немецкий, итальянский и испанский.
С 1806 года также занимал должность профессора персидского языка. С тех пор его слава среди лингвистов постоянно росла. С 1808 — депутат Законодательного корпуса, с 1813 — барон. Активно поддержал реставрацию Бурбонов, которые подтвердили его баронский титул. За это во время Ста дней на краткое время потерял свою профессорскую должность. С 1815 года — ректор Парижского университета. С 1832 г. — пэр Франции и Непременный секретарь Академии надписей.
Саси был учителем Жана-Франсуа Шампольона, Жюля фон Моля и Луи Жака Бренье. Он был хорошо знаком с различными древними и средневековыми трудами по египетской иероглифике, авторами которых были Гораполлон, Ибн Вахшия, Атанасиус Кирхер и др., и одним из первых указал на необходимость привлечения материалов коптского языка для прочтения египетских надписей. Тем не менее, сам Саси потерпел неудачу при работе над дешифровкой египетских иероглифов, но вовремя сумел оценить новаторский подход своего ученика и всячески содействовал пропаганде дешифровки Шампольона. Однако ещё ранее, до открытия Шампольона, другой ученик Саси — шведский дипломат Давид Окерблад — сумел правильно распознать в демотической части Розеттского камня несколько десятков имён.
Эдвард Саид и другие современные учёные уделили критическое внимание теоретическим основам «ориентализма», заложенным в таких работах, как «Арабская хрестоматия» Сильвестра де Саси.

## Труды
Опубликовал немало работ по грамматике арабского языка и мусульманской культуре, в частности:
- Exposé de la religion des Druzes (2 тома, неоконч., 1838)
- Grammaire arabe (2 vols., 1st ed. 1810)
- Chrestomathie arabe (3 vols., 1806)
- Anthologie grammaticale (1829)